# Chicoutimi

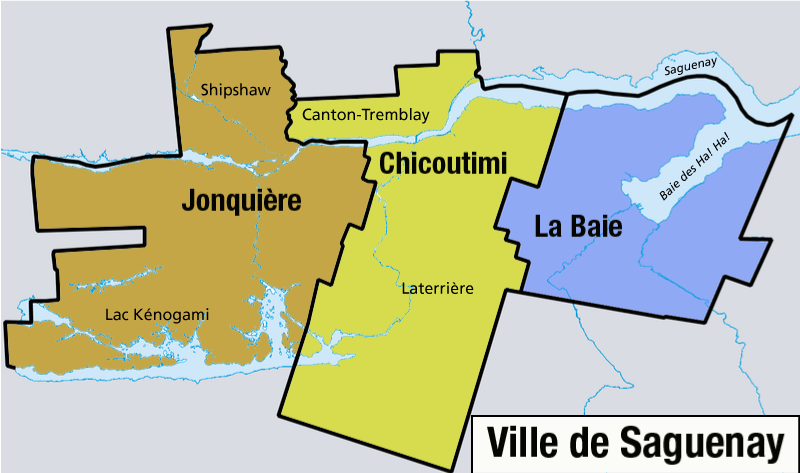
Arrondissement i Saguenay.

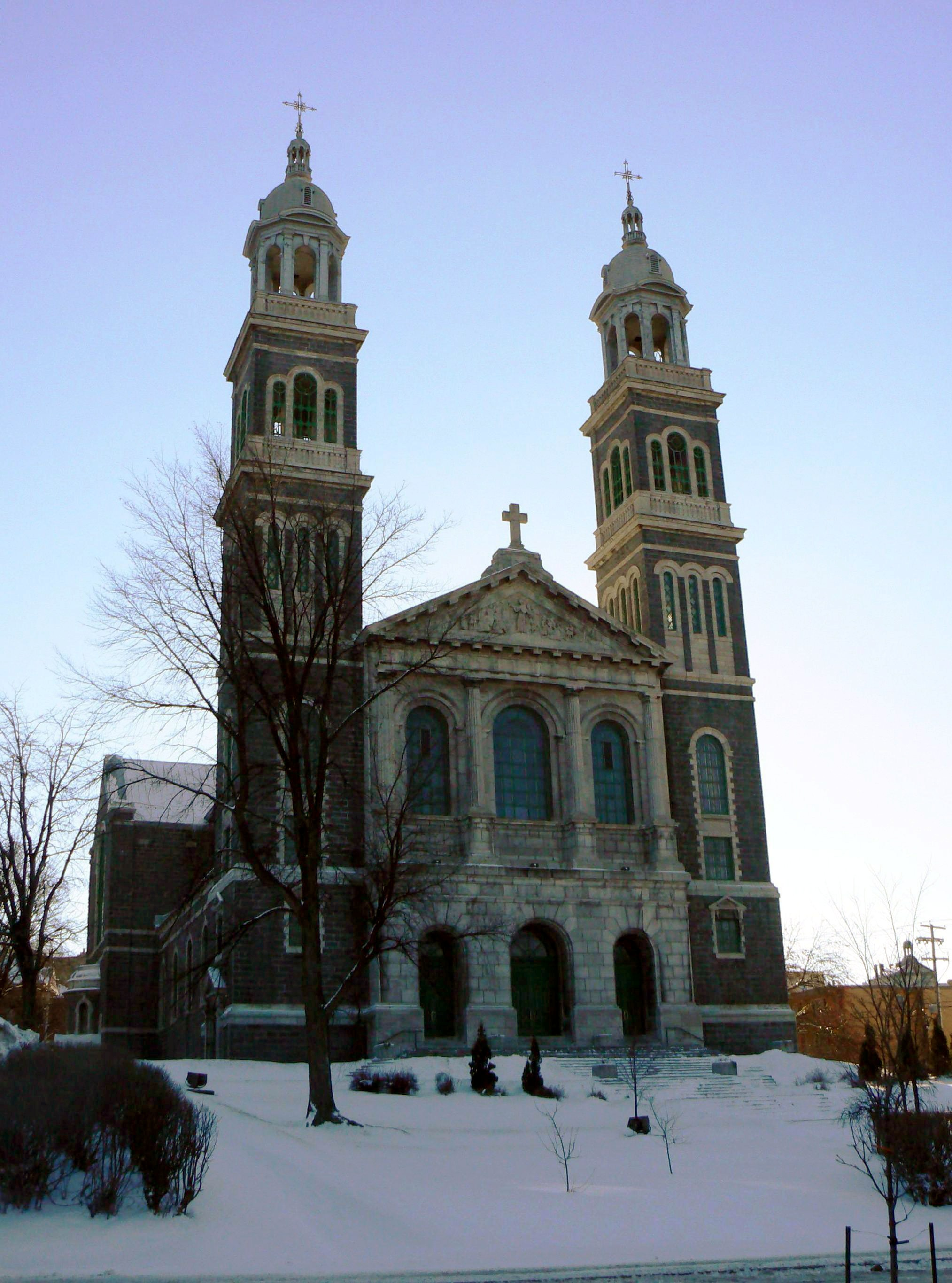
Saint-François-Xavier-katedralen är huvudkyrka för Chicoutimi stift i katolska kyrkan.

Chicoutimi är ett arrondissement i staden Saguenay i Québec, som var en egen stad till och med 2002. Vid folkräkningen 2001, den sista som separat stad, hade Chicoutimi 59 764 invånare.
Chicoutimi ligger 225 km norr om Québec vid sammanflödet av Chicoutimi- och Saguenayfloderna; ortnamnet kommer från Shkoutimeou, som betyder "slutet på det djupa vattnet" på innu-aimun. I Chicoutimi finns en gren av Université du Québec.

## Historia
Platsen bosattes först 1676 som en fransk pälshandelsstation. Staden grundades 1842 av Peter McLeod. Efter att en järnvägslinje till Roberval stod klar 1893 utvecklades Chicoutimi till en industristad baserad på massa- och pappersindustri.
Under och efter depressionen blev staden ett centrum för handel och administration. En musikhögskola grundades 1967, och Université du Québec à Chicoutimi två år senare.
Vid kommunreformen 1976 införlivades grannkommunerna Chicoutimi-Nord och Rivière-du-Moulin i Chicoutimi. Vid kommunreformen 2002 slogs sex och en halv kommun ihop till den nya staden Saguenay. Chicoutimi blev ett arrondissement som omfattar den tidigare staden, Laterrière och den del av Canton-Tremblay som införlivades i Saguenay.